# Некрашевич, Дмитрий Викторович
Дмитрий Викторович Некрашевич (бел. Дзмітрый Віктаравіч Некрашэвіч; род. 26 августа 2001, Михановичи, Минская область) — белорусский футболист, нападающий клуба «Слоним-2017».

## Карьера

### «Ислочь»
Воспитанник клуба «Ислочь», с 2016 года привлекался к тренировкам основной команды и выступал за неё в товарищеских матчах. В чемпионате Беларуси дебютировал 26 ноября 2017 года в матче против «Нафтана», заменив на 86-й минуте Геннадия Близнюка. В день дебюта ему было 16 лет и 92 дня, что стало рекордом сезона. В 2018 году продолжал выступать за дубль, а в основном составе выходил на поле один раз на две минуты. В 2019 году Некрашевич продлил контракт с клубом. В сезонах 2019—2020 продолжал играть за дубль, редко привлекался в основную команду. В феврале 2021 года продлил контракт с командой до февраля 2023 года.

#### Аренда в «Нафтан»
В июле 2022 года отправился в аренду в новополоцкий «Нафтан». Дебютировал за клуб 24 июля 2022 года в матче против «Барановичей». Дебютный гол за клуб забил 15 октября 2022 года в матче против «Молодечно-2018». Вместе с клубом стал чемпионом Первой Лиги. В ноябре 2022 года покинул клуб по окончании срока арендного соглашения. В декабре 2022 года футболист начал готовиться к новому сезону с «Ислочью». В январе 2023 года покинул клуб, расторгнув контракт по соглашению сторон.

### «Слоним-2017»
В феврале 2023 года футболист тренировался с рогачёвским «Макслайном». В марте 2023 года футболист стал игроком «Слонима». Дебютировал за клуб 1 апреля 2023 года в матче против «Макслайна». Первым результативным действием за клуб отличился 14 апреля 2023 года в матче против клуба «Молодечно-2018», отдав голевую передачу. Дебютный гол за клуб забил в матче Кубка Беларуси 31 мая 2023 года против минского «Трактора». В июле 2023 года футболист покинул слонимский клуб.

### «Островец»
В конце июля 2023 года футболист присоединился к «Островцу». Дебютировал за клуб 5 августа 2023 года в матче против гомельского «Локомотива», выйдя на поле в стартовом составе. Футболист быстро закрепился в основной команде клуба, чередуя матчи в стартовом составе и со скамейки запасных, результативными действиям ине отличившись. В декабре 2023 года футболист покинул клуб, расторгнув контракт по соглашению сторон.

### «Слоним-2017»
В январе 2024 года футболист вернулся в «Слонима», подписав контракт до конца сезона.

## Достижения
«Нафтан»
- Победитель Первой лиги: 2022